# Lowell Bailey
Pour les articles homonymes, voir Bailey.
Lowell Conrad Bailey, né le 15 juillet 1981 à Siler City, est un biathlète américain. 
Il est le seul biathlète américain de l'histoire à avoir remporté un titre de champion du monde, à Hochflizen, le  16 février 2017 à l'arrivée de l'individuel 20 km. Il a participé aux Jeux olympiques d'hiver en 2006, 2010, 2014 et 2018. En mars 2014, il obtient son premier podium en Coupe du monde en terminant troisième du sprint à Kontiolahti.

## Biographie
Il fait ses débuts internationaux en 1999, en Coupe du monde en 2002 et aux Championnats du monde en 2003. Il met sa carrière sportive en pause jusqu'en 2005-2006 où il retourne à la compétition.
Lowell Bailey prend part à ses premiers jeux olympiques en 2006, où son meilleur résultat individuel est une 27e place à l'individuel, la même saison où il marque ses premiers points en Coupe du monde. En 2008, il est notamment onzième de la poursuite de Pyeongchang, résultat qu'il améliore seulement en 2011 à Fort Kent avec une neuvième place. Lors de la saison 2011-2012, il signe deux cinquièmes places en sprint dans la Coupe du monde à Östersund et Kontiolahti et occupe le quatorzième rang du classement général.
Aux Jeux olympiques d'hiver de 2014, il se classe notamment huitième de l'individuel, signant le meilleur résultat olympique d'un biathlète américain. Il monte ensuite sur son premier podium en Coupe du monde en terminant troisième du sprint de Kontiolahti.
Aux Championnats du monde 2017, il est d'abord quatrième du sprint, puis sixième de la poursuite avant de s'imposer sur l'individuel grâce à un sans faute au tir. Il devient le premier champion du monde de biathlon américain. Sur sa lancée, il se classe deuxième du sprint de Pyeongchang et troisième du relais simple mixte de Kontiolahti. Il établit son meilleur classement général en Coupe du monde à l'issue de cette saison, avec le huitième rang.
Grand mélomane et guitariste émérite, il a eu une très longue carrière sportive : trois championnats du monde juniors à partir de 1999, dix championnats du monde IBU, plus de 300 départs en Coupe du monde depuis 2002, trois éditions des Jeux Olympiques en 2006, 2010 et 2014. Il a  même délaissé le biathlon durant trois saisons pour se consacrer au ski de fond en championnat universitaire après avoir raté sa qualification pour les Jeux de 2002 à Salt  Lake City. Il n'a cependant atteint le top 10 des épreuves de coupe du monde qu'à quelques occasions. Au tir, il épaulait à gauche.
Il se retire du sport après la saison 2017-2018.

## Palmarès

### Jeux olympiques
| Épreuve / Édition                | Individuel | Sprint | Poursuite | Départ en masse | Relais | Relais mixte                     |
| Jeux olympiques 2006 Turin       | 27e        | 46e    | 48e       | -               | 9e     | Épreuve inexistante à cette date |
| Jeux olympiques 2010 Vancouver   | 57e        | 36e    | 36e       | -               | 13e    | Épreuve inexistante à cette date |
| Jeux olympiques 2014 Sotchi      | 8e         | 35e    | 38e       | 23e             | 16e    | 9e                               |
| Jeux olympiques 2018 Pyeongchang | 51e        | 33e    | 32e       | -               | 6e     | 15e                              |

- - : pas de participation à l'épreuve.
- : épreuve non olympique

### Championnats du monde
| Épreuve / Édition         | Individuel           | Sprint   | Poursuite | Départ en masse | Relais   | Relais mixte                     |
| 2003 Khanty-Mansiïsk      | 45e                  | 59e      | 50e       | —               | 17e      | Épreuve inexistante à cette date |
| 2006 Pokljuka             | JO Turin             | JO Turin | JO Turin  | JO Turin        | JO Turin | 18e                              |
| 2007 Antholz              | 41e                  | 48e      | 50e       | —               | 9e       | —                                |
| 2008 Östersund            | 56e                  | 61e      | —         | —               | 15e      | —                                |
| 2009 Pyeongchang          | 22e                  | 25e      | 22e       | 18e             | 21e      | —                                |
| 2011 Khanty-Mansiïsk      | 78e                  | 32e      | 45e       | —               | 6e       | —                                |
| 2012 Ruhpolding           | 38e                  | 20e      | 20e       | 25e             | 10e      | 12e                              |
| 2013 Nové Město na Moravě | 29e                  | 32e      | 13e       | 13e             | 12e      | 8e                               |
| 2015 Kontiolahti          | 24e                  | 17e      | 36e       | 13e             | 14e      | 8e                               |
| 2016 Holmenkollen         | 15e                  | 29e      | 36e       | 10e             | 8e       | 10e                              |
| 2017 Hochfilzen           | Médaille d'or, monde | 4e       | 6e        | 6e              | 7e       | 16e                              |

Légende :

 : première place, médaille d'or

 : épreuve inexistante à cette date

— : Lowell Bailey n'a pas participé à cette épreuve
- Le relais mixte  fait son apparition en championnat du monde en 2005.

### Coupe du monde
- Meilleur classement général : 8e en 2017.
- 3 podiums individuels : 1 victoire, 1 deuxième place et 1 troisième place[6].
- 1 podium en relais mixte simple : 1 deuxième place.

#### Détail de la victoire
| Saison / Épreuve | Individuel                | Sprint | Poursuite | Mass start | Total |
| 2016-2017        | Hochfilzen (Ch. du monde) |        |           |            | 1     |
| Total            | 1                         |        |           |            | 1     |

#### Classements en Coupe du monde
| Saison    | Classement général final | Individuel | Sprint | Poursuite | Mass start |
| 2001-2002 | nc                       | nc         |        |           |            |
| 2002-2003 | nc                       | nc         | nc     | nc        |            |
|           |                          |            |        |           |            |
| 2005-2006 | 82e                      | 52e        | nc     | 74e       |            |
| 2006-2007 | 72e                      | nc         | 57e    | nc        |            |
| 2007-2008 | 64e                      | nc         | 74e    | 41e       |            |
| 2008-2009 | 51e                      | 34e        | 69e    | 56e       | 39e        |
| 2009-2010 | 90e                      | 76e        | 84e    | 78e       |            |
| 2010-2011 | 41e                      | 47e        | 44e    | 41e       | 31e        |
| 2011-2012 | 14e                      | 31e        | 11e    | 11e       | 21e        |
| 2012-2013 | 28e                      | 54e        | 29e    | 19e       | 29e        |
| 2013-2014 | 17e                      | 18e        | 15e    | 14e       | 28e        |
| 2014-2015 | 30e                      | 26e        | 32e    | 32e       | 28e        |
| 2015-2016 | 17e                      | 12e        | 22e    | 23e       | 17e        |
| 2016-2017 | 8e                       | 3e         | 9e     | 11e       | 16e        |
| 2017-2018 | 35e                      | 55e        | 45e    | 28e       | 31e        |

### Championnats d'Europe
- Médaille de bronze du relais simple mixte en 2018.

### Championnats d'Europe junior
- Médaille de bronze du sprint et de la poursuite en 2001.